# Hiltrud (Bayern)
Hiltrud (* 715; † 754), Herzogin von Baiern, stammte aus karolingischem Geschlecht (als Tochter Chrotruds und dem fränkischen Hausmeier Karl Martell) und regierte ab 741 als bairische Herzogin an der Seite ihres Mannes Odilo von Baiern und ab dessen Tod 748 als Alleinregentin für ihren Sohn Tassilo III.

## Bairische Herzogin an der Seite Odilos
Am Hof ihres Vaters entwickelte sie eine intensive Beziehung zu Herzog Odilo von Bayern, was zu einem Skandal geführt hat. Nach dem Tod ihres Vaters (741) floh sie auf Rat ihrer Stiefmutter Swanahild, der Nichte des deutlich älteren Odilo, nach Regensburg, wo sie noch im selben Jahr Odilo heiratete. Mit ihm hatte sie einen Sohn, den späteren Herzog Tassilo III.

## Vormundschaftliche Regentin für ihren Sohn Tassilo
Vermutlich ab 748, dem Tod von Odilo, übte sie die Vormundschaft über ihren noch unmündigen Sohn aus. Als ihr Aufenthaltsort wird Salzburg, eine der Residenzstädte der Agilulfinger, vermutet.
Ihre wichtige Rolle als Regentin für ihren kleinen, siebenjährigen Sohn wird unter anderem auch durch die Gewahrsamnahme des Usurpators Grifo deutlich. Mit der gewaltsamen Festnahme Tassilos und seiner Mutter 748 versuchte Grifo zunächst wohl teilweise erfolgreich seinen Erbanspruch als Herzog in Baiern durchzusetzen. Der karolingische König Pippin, Bruder Hiltruds, bestätigte 749 nach der Absetzung Grifos schließlich den siebenjährigen Tassilo und damit seine Mutter als Vormundin im Amt.
Ab 748 fällt zudem ein zweites Amt in die Hand Herzogin Hiltruds, die Führung des frühesten Frauenstifts Baierns, dem späteren Kloster Nonnberg. Hier wird sie traditionell als dritte Äbtissin gelistet.

## Klosterstiftungen
An der Seite Odilos gelten folgende Klöster als Stiftungen:
- Kloster Benediktbeuern im Jahr 739
- Niederaltaich im Jahr 741
- Mondsee im Jahr 748
- Zelle zu Chammünster

Von 748 bis 754 regierte Hiltrud, wohl aus Salzburg heraus, in Vormundschaft für ihren Sohn Tassilo III., als bairische Herzogin. In diese Zeit fallen einige historiographisch ihrem Sohn Tassilo III. zugeschriebenen Klosterstiftungen:
- um 750: der Legende nach, das Kloster Polling und das Kloster Thierhaupten